# Podosilis annamita
Podosilis annamita is een keversoort uit de familie soldaatjes (Cantharidae). De wetenschappelijke naam van de soort werd in 1928 gepubliceerd door Maurice Pic.